# Little Saigon, Philadelphia
Little Saigon là một trong những khu phố người Việt lớn nhất ở Philadelphia tọa lạc tại Passyunk Square vùng Nam Philadelphia.

## Tổng quan
Trung tâm cộng đồng người Việt đang phát triển nhanh chóng của khu đô thị Philadelphia tập trung ở giao lộ Đường số 8 và Đại lộ Washington ở Nam Philadelphia, với "một trong những cộng đồng người Việt lớn nhất ở bờ biển phía đông", và là một quận nơi "... bảng hiệu đèn neon thu hút người mua sắm vào các cửa hàng tạp hóa, nhà hàng và quán karaoke nằm cách xa đường phố trong các trung tâm thương mại quy mô nhỏ xây bằng bê tông thấp tầng. Người mua hàng đẩy những chiếc xe chở đầy bún, bánh đậu cùng các loại gia vị và nước sốt nhập khẩu đóng gói đến các bãi đậu xe kiểu ngoại ô phía sau khu phức hợp". Tác giả nói thêm rằng người Việt hiện nay (tính đến năm 2013) là cộng đồng sắc tộc lớn nhất ở khu vực Đại lộ Washington/Passyunk Square của thành phố và toàn bộ người Việt ở Philadelphia lớn hơn Thành phố New York.
Tây Nam Philadelphia và Đông Bắc Philadelphia cũng có các khu phố người Mỹ gốc Việt. Bắt chước Little Saigon là Baby Saigon, một khu phố nhỏ của người Việt nằm trong khu Whitman, Nam Philadelphia. Trong khi đó, cộng đồng người Việt đã mở rộng thêm về phía đông qua sông Delaware đến Camden, Cherry Hill, Woodlynne, và xa đến tận Thành phố Atlantic ở bang New Jersey lân cận.

## Bối cảnh
Theo Ariel Diliberto, một học giả nhân chủng học của Đại học Temple, "... các trung tâm thương mại quy mô nhỏ là điển hình của cộng đồng doanh nghiệp người Việt trên khắp nước Mỹ." Diliberto chỉ ra rằng kiến trúc này"... là sự lý tưởng hóa doanh nghiệp Mỹ của những người miền Nam Việt Nam thất vọng dưới chủ nghĩa cộng sản và được lấy cảm hứng từ 'những tòa nhà cao tầng hình học đơn giản' được xây dựng tại các thị trấn và thành phố của Việt Nam trong chiến tranh Việt Nam".  Không giống như những vùng bao bọc sắc tộc người Việt khác ở Mỹ, "... không có cổng vòm kiểu 'châu Á' lòe loẹt nào thu hút người qua đường khám phá, chỉ có một chuỗi các trung tâm mua sắm không được báo trước và một số cơ sở kinh doanh lân cận được tích hợp vào lãnh thổ nhập cư ngày càng phát triển của Italian Market và chợ vật liệu xây dựng dọc theo Đại lộ Washington".

## Lịch sử
Bắt đầu từ thập niên 1990, các khu mua sắm của người Việt bắt đầu với Hoa Binh Plaza, tiếp theo là Wing Phat Plaza, cả hai đều bị thu hẹp vào năm 1998 với việc xây dựng New World Plaza và 1st Oriental Market.  Theo Dilberto, người đã trích dẫn Pappas rằng nguồn gốc của Little Saigon bám sát các mô hình thường thấy ở "...  Westminster (vùng ngoại ô của LA) và Falls Church (vùng ngoại ô của DC)."